# Lucifer orientalis
Lucifer orientalis är en kräftdjursart som beskrevs av Hansen 1919. Lucifer orientalis ingår i släktet Lucifer och familjen Luciferidae. Inga underarter finns listade i Catalogue of Life.